# Аванесян Олексій Васильович
Олексі́й Васи́льович Аванеся́н (нар. 1984, Нагірний Карабах) — старший солдат Збройних сил України, учасник російсько-української війни.

## Життєпис
Коли в Нагірному Карабасі почалася війна, родина перебралася до Запорізької області.
Служив у 53-й артилерійській бригаді. 25 серпня 2014 року під Старобешевим їхню бригаду обстріляли з «Градів», Олексію розтрощило ступню. З відірваною ступнею з-під обстрілу вивіз убитого та пораненого побратимів. Лікувався в Центральному військовому шпиталі.
19 січня 2015 року прийняв хрещення. Його хрещеним батьком став Армен Нікогосян.

## Нагороди
За особисту мужність і героїзм, виявлені у захисті державного суверенітету та територіальної цілісності України, вірність військовій присязі під час російсько-української війни нагороджений
- нагороджений орденом «За мужність» III ступеня (22.1.2015)[2].